# Cintakarya (Parigi)
Cintakarya is een bestuurslaag in het regentschap Ciamis van de provincie West-Java, Indonesië. Cintakarya telt 3643 inwoners (volkstelling 2010).